# أكو بيتروفيتش (كرة سلة)
أكو بيتروفيتش (بالصربية: Ацо Петровић) مواليد 14 أكتوبر 1959 في صربيا، جمهورية صربيا الاشتراكية، جمهورية يوغوسلافيا الاشتراكية الاتحادية - الوفاة 01 ديسمبر 2014، كان مدرب كرة سلة صربي ولاعب. حقق المركز الأول في بطولة كأس العالم لكرة السلة 2002.

## الميداليات
| الميدالية | المسابقة                         |
| --------- | -------------------------------- |
| ذهبية     | بطولة كأس العالم لكرة السلة 2002 |
| ذهبية     | بطولة أمم أوروبا لكرة السلة 2001 |
| فضية      | بطولة أمم أوروبا لكرة السلة 2009 |